# Rally Dakar 1998
Il Rally Dakar 1998 è stata la 20ª edizione del Rally Dakar (partenza da Parigi, arrivo a Dakar).
Il francese Stéphane Peterhansel, su Yamaha, si aggiudica la sua sesta ed ultima Dakar con le moto (dalla prossima edizione gareggerà infatti con alle auto), mettendo in fila ben nove KTM.

## Tappe
Nelle 18 giornate del rally raid furono disputate 16 tappe ed una serie di trasferimenti (10.593 km), con 16 prove speciali per un totale di 5.219 km.

## Classifiche

### Moto
Hanno finito la gara 41 delle 173 moto iscritte.
| Pos. | Pilota               | Mezzo          | Distacco     |
| ---- | -------------------- | -------------- | ------------ |
| 1    | Stéphane Peterhansel | Yamaha YZE 850 | in 62h39'37" |
| 2    | Fabrizio Meoni       | KTM            | a 30'29"     |
| 3    | Andy Haydon          | KTM            | a 1h19'42"   |
| 4    | Alfie Cox            | KTM            | a 2h25'47"   |
| 5    | Gérard Jimmink       | KTM            | a 3h16'29"   |
| 6    | Jordi Arcarons       | KTM            | a 4h57'44"   |
| 7    | Dirk von Zitzewitz   | KTM            | a 5h32'35"   |
| 8    | John Deacon          | KTM            | a 5h48'37"   |
| 9    | Jürgen Mayer         | KTM            | a 7h56'41"   |
| 10   | Stanislav Zloch      | KTM            | a 9h01'30"   |

### Auto
Hanno finito la gara 55 delle 115 auto iscritte. Di seguito la classifica con i distacchi.
| Pos. | Pilota               | Navigatore        | Mezzo             | Distacco     |
| ---- | -------------------- | ----------------- | ----------------- | ------------ |
| 1    | Jean-Pierre Fontenay | Gilles Picard     | Mitsubishi Pajero | in 62h25'58" |
| 2    | Kenjirō Shinozuka    | Henri Magne       | Mitsubishi Pajero | a 1h45'44"   |
| 3    | Bruno Saby           | Dominique Serieys | Mitsubishi Pajero | a 1h59'01"   |
| 4    | Hiroshi Masuoka      | Andreas Schulz    | Mitsubishi Pajero | a 5h55'27"   |
| 5    | Jean-Louis Schlesser | Pauwels           | Buggy Schlesser   | a 8h 10:39   |
| 6    | Philippe Alliot      | Bubois            | Nissan            | a 11h 39:43  |
| 7    | Dominique Housieaux  | Dominella         | Nissan            | a 13h 20:24  |
| 8    | Thierry de Lavergne  | Arguelles         | Nissan            | a 13h 52:15  |
| 9    | Miguel Prieto        | Gil               | Mitsubishi Pajero | a 17h 42:50  |
| 10   | Bob Ten Harkel       | Den Toom          | Mitsubishi Pajero | a 23h 28:05  |

### Camion
Hanno finito la gara 8 dei 26 camion iscritti.
| Pos. | Pilota             | Equipaggio                        | Mezzo       |
| ---- | ------------------ | --------------------------------- | ----------- |
| 1    | Karel Loprais      | Radek Stachura / Josef Kalina     | Tatra       |
| 2    | Yoshimasa Sugawara | Nao Ushioda / Naoko Matsumoto     | Hino Ranger |
| 3    | Milan Kořený       | Jaroslav Lamač / Martin Kahánek   | Tatra       |
| 4    | Klaus Baeuerle     | Anek Shueahgl                     | Mercedes    |
| 5    | Jean-Paul Bosonnet | Serge Lacourt / Jean-Louis Berger | Mercedes    |
| 6    | Raphael Gimbre     | François Marcheix / Ai-Nhat Bui   | Mercedes    |
| 7    | Christian Barbier  | Daniel Moquet/ Pierre Barbier     | Mitsubishi  |
| 8    | Marco Balboni      | Guido Toni                        | Mercedes    |